# Einbaum im Murtensee

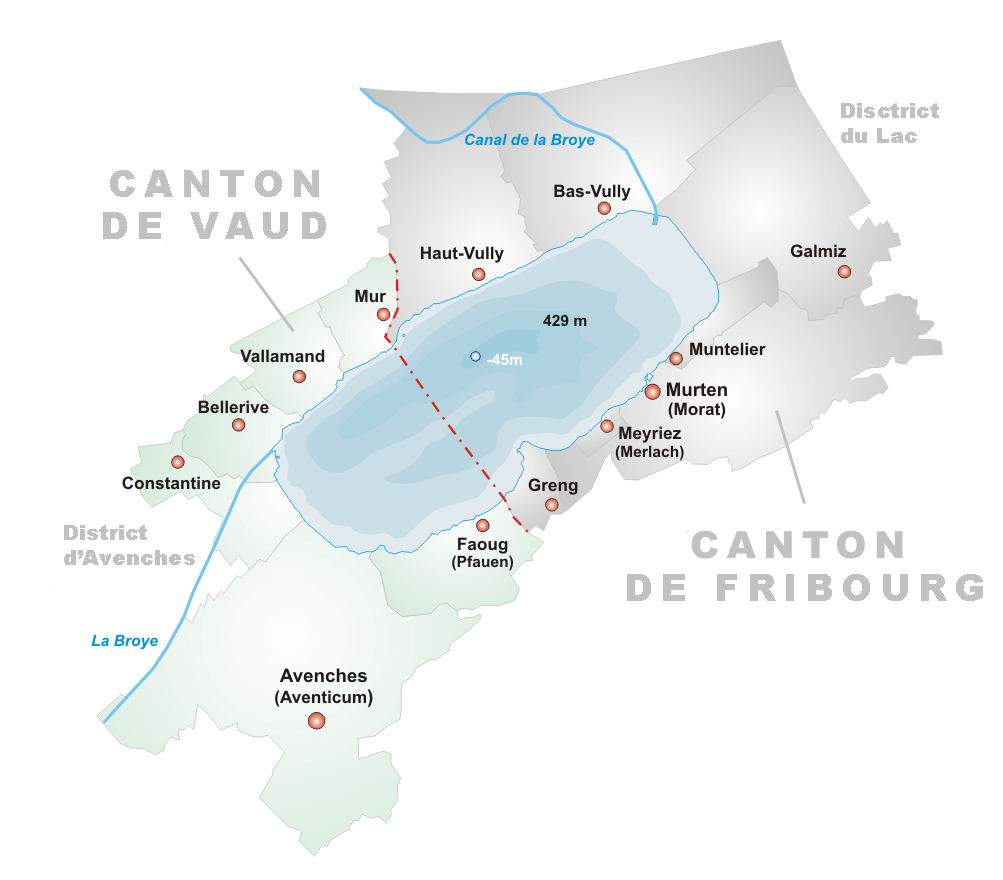
Karte des Murtensees

Den Einbaum im Murtensee fanden Archäologen Anfang 2014 auf der Südostseite des Murtensees, bei Merlach  im Kanton Freiburg in der Schweiz. Der Einbaum wurde bei Kartierungsarbeiten von Pfählen einer einstigen Pfahlbausiedlung um die Grengspitz 1,6 Meter unter Wasser entdeckt. Es ist der zweite Fund eines solchen Bootes im Kanton, nachdem in den 1980er Jahren im Neuenburgersee bei Estavayer-le-Lac bereits ein Einbaum gefunden worden war.

## Beschreibung
Der Einbaum sieht aus, als wäre er mit Eisenwerkzeugen gefertigt worden. Die Datierung des Holzes wird mittels Dendrochronologie erfolgen. Das Holz ist allerdings morsch und der Einbaum ist durchgebrochen. Das rund drei Meter lange Boot könnte bis zu sieben Meter lang gewesen sein, aber der zweite Teil wurde nicht gefunden. Der Einbaum ist 65 cm breit und hat auf beiden Seiten etwa 16 cm Resthöhe. Ursprünglich waren die Seiten 35 bis 40 cm hoch. Im Laufe der Zeit ist das Holz abgebrochen oder verfallen. (Neben mechanischen Einflüssen ist Sauerstoff der grösste Feind von archäologischen Unterwasserfunden, der bei tieferen Wasserständen das Boot betroffen haben könnte)

## Fundort
Im und um den Einbaum lag etwa eine Tonne Steine auf dem Seegrund. Dies ist für den Fundort untypisch und lässt vermuten, dass der Einbaum zum Steintransport diente. Die These wird durch die Tatsache gestützt, dass es sich um Steine handelt, die etwa die gleiche Grösse aufweisen. Der Einbaum ist ausserhalb der einstigen Pfahlbausiedlung untergegangen. Die Pfahlbausiedlungen beim Grengspitz, im Murtner Segelboothafen und bei Môtiers gehören zum UNESCO-Weltkulturerbe. Die Archäologen waren bestrebt, den Einbaum an Land sowohl mit 3-D-Fotos als auch mit Zeichnungen von Hand schnellstmöglich zu dokumentieren, danach soll er wieder in den Murtensee kommen.